# Thrypticomyia carissa
Thrypticomyia carissa is een tweevleugelige uit de familie steltmuggen (Limoniidae). De soort komt voor in het Australaziatisch gebied.